# Weir (Lancashire)
Weir – wieś w Anglii, w hrabstwie Lancashire, w dystrykcie Rossendale. Leży 29 km na północ od miasta Manchester i 283 km na północny zachód od Londynu.